# Зелтиньш, Отто
Отто Зелтиньш (Отто Голдфелд; латыш. Otto Zeltiņš-Goldfelds; нем. Otto Goldfeld; 7 ноября 1889, Гамбург, Германская империя — 27 июля 1941, Москва, СССР) — офицер германской и латвийской армий, публицист и журналист. Кавалер военного ордена Лачплесиса.

## Биография
Отто родился в Гамбурге, в семье Юлия Голдфелда. По национальности еврей. Окончил шестую Баварскую военную школу. До Первой мировой войны работал журналистом. С 1914 по 1918 год служил в армии германской империи, стал ротмистром. 26 декабря вступил в Железную дивизию и прибыл в Латвию для участия в боях с вооружёнными силами ЛССР. 7 марта 1919 года со своим эскадроном присоединился Отдельному латышскому батальону ландесвера, где был командиром Отдельного подразделения кавалерии (Atsevišķā jātnieku nodaļa, позже — 2-й эскадрон северной Латвии, отдельный эскадрон Видземской дивизии армии Латвии). Получил латвийское гражданство и присоединил к фамилии дополнение «Зелтиньш» (букв. «золотой») и в будущем назывался Зелтиньш-Голдфелд. Вышел в отставку в 1923 году в чине подполковника (pulkvedis-leitnants). Зарабатывал на жизнь журналистикой, был специальным корреспондентом газеты «Яунакас зиняс» (Последние новости) в Марокко и в Европе. Был одним из основателей «Parīzes latviešu biedrība» (Общество латышей в Париже).
После ввода советских войск в Латвию в июне 1940 года, 23 октября арестован и вывезен в Москву. 7 июля 1941 года ВКВС СССР приговорён к смертной казни, которая была приведена в исполнение 27 июля. Место захоронения — полигон «Коммунарка». Реабилитирован 7 февраля 1992 года.

### Награды
- Военный орден Лачплесиса[4]
- Железный крест (1 и 2 ст.)